# 윤영배
윤영배(1968년 ~ )는 대한민국의 음악가이다. 1993년 열린 제5회 유재하 음악경연대회에 이한철과 함께 참가해 동상을 수상하며 활동을 시작했다. 장필순의 음반에 참여했으며 2010년에는 첫 솔로 음반 《이발사》를 발표했다. 2013년에 세번째 앨범 《위험한 세계》를 발표하며 이 앨범을 통해 2014년에는 제 11회 한국대중음악상에서 최우수 모던록 노래상, 최우수 모던록 음반상, 올해의 음반상을 수상하는 쾌거를 이룩한다.

## 음반 목록

### EP
- 2010년 《이발사》
- 2011년 《좀 웃긴》
- 2013년 《위험한 세계》

## 수상 내역
- 1993 제5회 유재하 음악경연대회 동상
- 2014 제11회 한국대중음악상 최우수 모던록 노래상
- 2014 제11회 한국대중음악상 최우수 모던록 음반상
- 2014 제11회 한국대중음악상 올해의 음반상

## 수상 선정의 변
| “ | 윤영배는 대중음악에서의 작가주의를 실천하는 보기 드문 음악가다. 이때의 작가주의는 작가의 세계관과 작품을 작가 자신의 삶 안에서 일치시키려고 노력하는 태도에 가깝다. 그리고 그런 시도는 대부분 헛되게 끝날 가능성이 높다. 삶과 일치된 음악이라는 화두는 지향하기엔 쉬우나 실천하기엔 지나치게 어렵기 때문이다. 그 점에서 윤영배는 확실히 기이하거나 특이한 음악가라고 볼 수 있다. 그는 진심으로, 음악 앞으로 자신의 삶을 끌어오고, 그 둘을 일치시키려고 애쓴다. 무엇보다 음악적 결과물이 이런 고민을 고스란히 반영한다는 것이 중요할 것이다. 윤영배의 음악은 결과보다는 과정이고, 해답이라기보다는 질문이다. 그야말로 [위험한 세계]는 그의 삶 속에 위치하고 거기서 이해되어야 한다. 그렇지 않다면 이것은 맥락 없이 떠도는 파편이 될 수밖에 없다. 물론 다른 작가들도 그렇겠지만, 윤영배에 한해서라면, 안간힘을 다해 자신의 삶과 가치관을 합일시키려고 애쓰는 사람이라고 할 수 있다. 그의 앨범은 보다 본질적인 질문을 던진다. 요컨대 이 세계에서 나는 어떻게 살아야 할 것인가. [위험한 세계]는 바로 그 질문 자체로 만든 앨범이다. 촌스러울 정도로 엄격한 그의 작가주의를 존중하지 않을 수 없다. - 선정위원 차우진 | ” |